# Nondenticentrus zhongdianensis
Nondenticentrus zhongdianensis är en insektsart som beskrevs av Yuan och Chou. Nondenticentrus zhongdianensis ingår i släktet Nondenticentrus och familjen hornstritar. Inga underarter finns listade i Catalogue of Life.